# Italochrysa nevrodes
Italochrysa nevrodes är en insektsart som först beskrevs av Jules Pièrre Rambur 1842.  Italochrysa nevrodes ingår i släktet Italochrysa och familjen guldögonsländor. Inga underarter finns listade i Catalogue of Life.